# Nó (filme)
Nó é um futuro longa-metragem brasileiro de drama dirigido e co-roteirizado por Laís Melo. O filme é estrelado por Saravy, Sali Cimi, Antonia Saravy e Fernanda Silva. O filme marca a estreia de Laís Melo como diretora em longas-metragens.
O filme foi selecionado para 53º Festival de Gramado .
Glória consegue se separar e se muda levando consigo as filhas e o desejo de recomeço. Enquanto tenta fazer da nova casa um lar e de seu corpo uma morada, ela enfrenta, no chão da fábrica, a delicada disputa por uma vaga de supervisora entre colegas e sua melhor amiga. A coragem vai se fazendo conforme a angústia toma a carne.
| Ator/Atriz       |
| ---------------- |
| Saravy           |
| Sali Cimi        |
| Antonia Saravy   |
| Clarice Carvalho |
| Fernanda Silva   |

O longa foi selecionado para o 53º Festival de Gramado. O longa possui distribuição da Elo Studios.

## Prêmios e indicações
| Ano  | Festival/Cerimônia  | Categoria                        | Indicado | Resultado | Ref.  |
| ---- | ------------------- | -------------------------------- | -------- | --------- | ----- |
| 2025 | Festival de Gramado | Melhor Longa-Metragem Brasileiro | Nó       | Pendente  | [ 6 ] |